# Lammi
Lammi (Zweeds: Lampis) is een voormalige gemeente in de Finse provincie Zuid-Finland en in de Finse regio Kanta-Häme. In 2009 werd deze evenals Hauho, Kalvola, Renko en Tuulos bij de stad Hämeenlinna gevoegd. 
De gemeente had een oppervlakte van 538 km² en telde 5506 inwoners in 2007.

## Geboren
- Heli Rantanen (1970), speerwerpster